# قطار الليل
قطار الليل هو فيلم من نوع إثارة أُصدر في 2007. الفيلم من إخراج وسيناريو يينان دياوو.

## القصة
تقع أحداث الفيلم في شنشي.

## وصلات خارجية
- قطار الليل على موقع IMDb (الإنجليزية)
- قطار الليل على موقع روتن توميتوز (الإنجليزية)
- قطار الليل على موقع ألو سيني (الفرنسية)
- قطار الليل على موقع Turner Classic Movies (الإنجليزية)
- قطار الليل على موقع أول موفي (الإنجليزية)
- قطار الليل على موقع فيلمافينيتي (الإسبانية)
- قطار الليل على موقع قاعدة بيانات الأفلام السويدية (السويدية)
- قطار الليل على موقع قاعدة بيانات الفيلم (الإنجليزية)
- قطار الليل على موقع ليتربوكسد (الإنجليزية)
- قطار الليل على موقع كينوبويسك (الروسية)